# Beatriz de Este (reina consorte de Hungría)

Escudo de Armas de Este, región italiana ubicada en la Provincia de Padua

Beata Beatrix o Beatriz de Este (en italiano: Beatrice d'Este; en húngaro: Estei Beatrix) (1210 - Ferrara, 11 de julio de 1239) fue una noble italiana, Reina Consorte de Hungría, esposa de Andrés II de Hungría.

## Biografía
Beatriz era la única hija del marqués Aldobrandino I de Este. A muy temprana edad perdió a sus padres y su tío Azzo VII de Este la crio en la corte. Ahí conoció al rey Andrés II de Hungría, quien ya había enviudado dos veces. El matrimonio se llevó a cabo en 1234 a pesar de la protesta del príncipe Béla y sus hermanos, hijos de Andrés. En 1235 murió el rey Andrés y tras esto Beatriz anunció que esperaba un hijo. De inmediato el nuevo rey Béla IV, hijo mayor de Andrés la encerró en una prisión y la acusó de que el hijo que ella esperaba era de Dénes, el Nádor de Hungría. Sin embargo, Beatriz logró escapar y dio a luz al príncipe Esteban el Póstumo, quien será el padre de Andrés III de Hungría, el último rey de la Casa de Árpad.  
Beatriz vivió hasta sus últimos días con ayuda papal, y murió en 1239.
Su fiesta se celebra el 23 de julio. Sus símbolos son la corona y ser representada repartiendo hostias.